# غریبه (فیلم ۱۳۶۶)
غریبه فیلمی ایرانی به کارگردانی رحمان رضایی، نویسندگی نعمت شاه‌قدمی و رحمان رضایی و تهیه‌کنندگی حسین فرح‌بخش و امیر توسل محصول سال ۱۳۶۶ است.

## خلاصه فیلم
بهرام پرتوی (با بازی مهدی هاشمی) کارمند شهرداری پس از بازنشسته شدن احساس بطالت می‌کند. مدتی را به پارک‌نشینی و خیابان‌گردی و دیدار دوستان می‌گذراند. به توصیه اطرافیان نزد دامادش که مهندس شرکت ساختمانی است، مشغول به کار می‌شود. اما متوجه می‌شود که مدیران شرکت قصد دارند او را به کارهای خلاف بکشانند. شرکت ساختمانی را رها می‌کند و نزد برادر همسرش، پرویز (با بازی اکبر عبدی) که نمایشگاه اتومبیل دارد مشغول می‌شود. کارهای دلالی به مذاق او خوش نمی‌آید تا آنکه به کار در دفتر انجمن یک مدرسه می‌پردازد.

## بازیگران
- مهدی هاشمی
- محبوبه بیات
- اکبر عبدی
- رضا رویگری
- کتایون ریاحی
- حسین کسبیان
- علی اصغر گرمسیری
- سروش خلیلی
- مختار سائقی
- محسن اصلانی
- حسین شهاب
- محرم بسیم
- کریم نشاط
- مرتضی اردستانی
- روح‌الله انصاری
- عسگر قدس